# Гаитянские поляки
Гаитянские поляки (гаит. креол. Poloné, La Pologne — «поляки») — этническая группа, частично происходящая (и претендующая на происхождение) от поляков, посланных в Республику Гаити в составе легиона Наполеона I в 1802—1803 годах для борьбы с гаитянскими революционерами. Большинство из них проживает в Казале и Фон-де-Бланк.

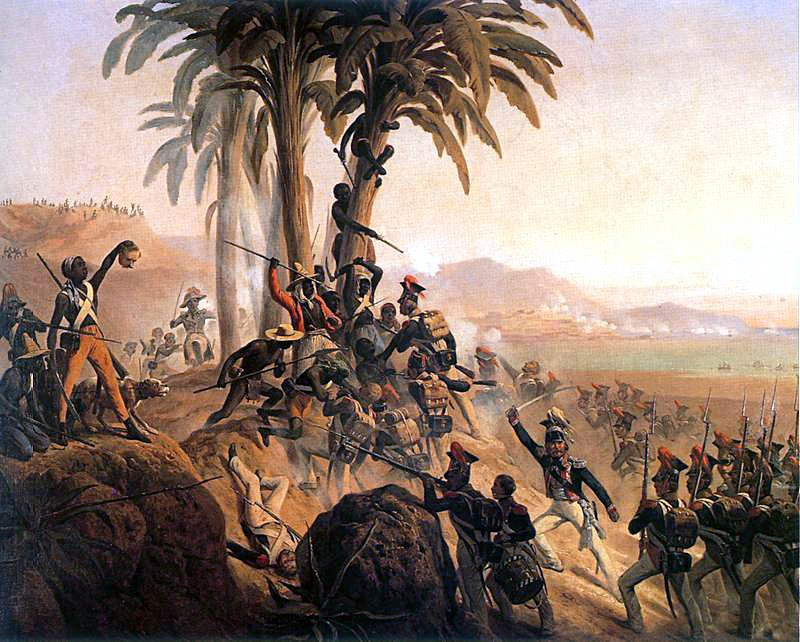
Битва на Санто-Доминго (Столкновение между польскими легионерами и гаитянскими повстанцами) Януарий Суходольский

В 1802 году Наполеон добавил польский легион из около 5200 человек к силам, посланным в Сан-Доминго для борьбы с гаитянской революцией. После прибытия и первых боёв с восставшими и получения информации о том, что рабы освободили себя от своих французских хозяев, многие поляки решили присоединиться к рабам в борьбе против французской армии. Сообщество частично происходит от 400 выживших польских легионеров, которые перешли на сторону рабов или были взяты ими в плен. Эти поляки были натурализованы по новой гаитянской конституции.
Первый президент и впоследствии император Гаити Жан-Жак Дессалин называл поляков «белыми неграми Европы», что считалось высокой честью и проявлением братского отношения к полякам. Много лет спустя Франсуа Дювалье также использовал эту концепцию в отношении поляков, тем не менее относился к ним иначе. В эпоху Дювалье Казале превратился в оплот коммунистической идеи, которую поддерживали многие молодые гаитянские интеллектуалы, боровшиеся с диктаторским режимом. 29 марта 1969 года в Казале противостояние молодёжи завершилось гибелью нескольких человек в результате расправы с помощью тонтон-макутов. 
Во время визита на Гаити в 1983 году папа римский Иоанн Павел II упомянул в своей речи об участии поляков в восстании рабов, приведшем к независимости страны.